# Pontiac Ventura
Pontiac Ventura war die Bezeichnung zweier unterschiedlicher Modelle, die der US-amerikanische Automobilhersteller General Motors (GM) unter der Automobilmarke Pontiac produzierte:
- 1959 bis 1961 eine Variante des full-size-Pontiac (obere Mittelklasse)
- 1971 bis 1977 die Pontiac-Version des Chevrolet Nova

## Ventura (Modelljahre 1960–1961)

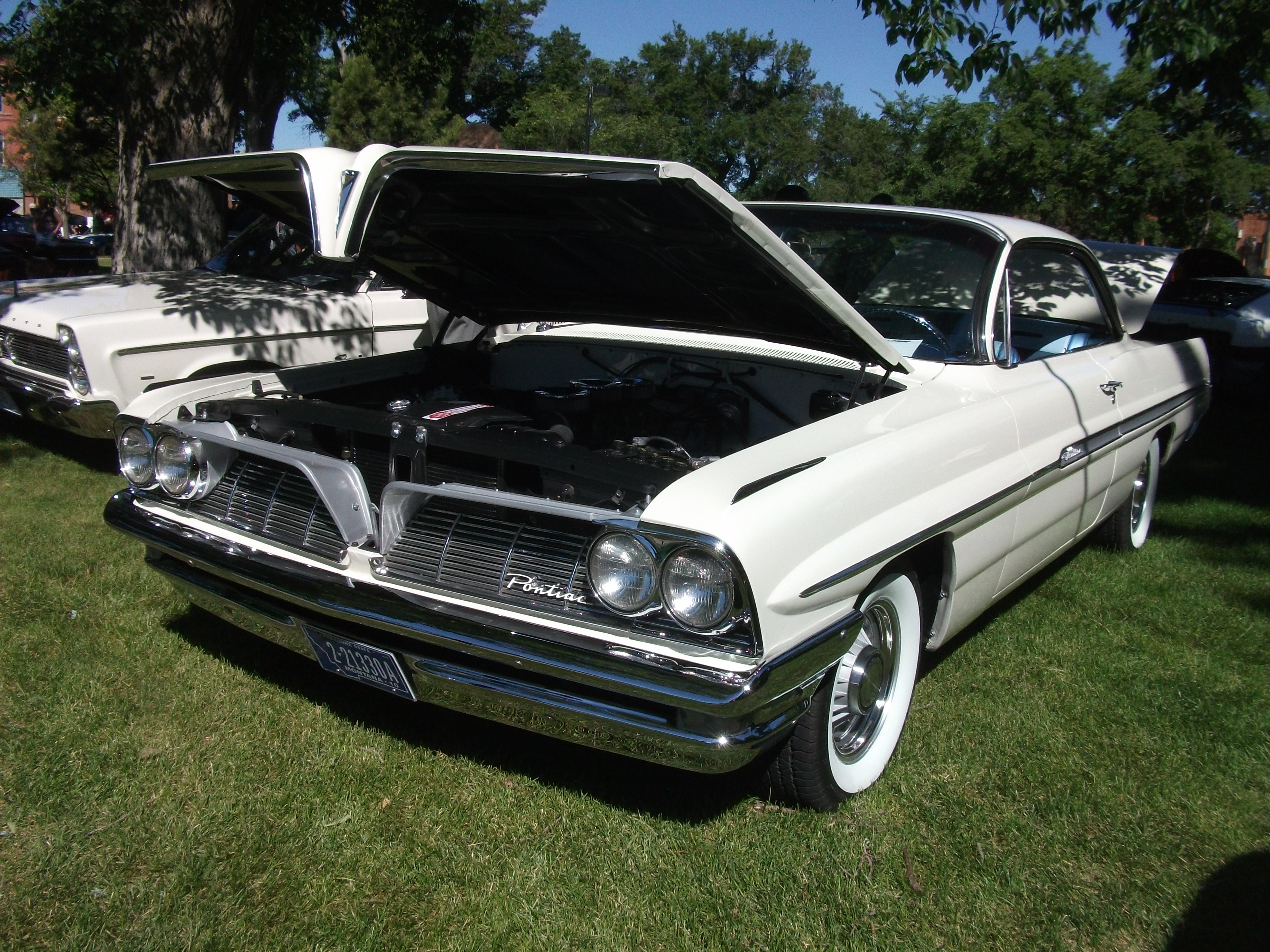
Pontiac Ventura 1961

Der im Herbst 1959 eingeführte Ventura, der auf ein 1958 erstmals angebotenes Ventura-Ausstattungspaket für den Catalina zurückging, war eine Luxusvariante des Pontiac Catalina mit im Vergleich zu den Modellen Star Chief und Bonneville kürzerem Radstand. Im Programm standen ein zweitüriges Hardtop-Coupé und eine viertürige Hardtop-Limousine, angetrieben von einem 6,4 Liter großen V8 mit 160–260 kW (218–353 SAE-PS).
Nach dem Modelljahr 1961 wurde der Ventura ersatzlos gestrichen, allerdings gab es bis 1970 für einige Catalina-Modelle wieder ein Ventura-Ausstattungspaket.
In den beiden Jahren, in denen der Ventura als eigene Modellreihe geführt wurde, entstanden 83.486 Stück.

## Ventura II (Modelljahre 1971–1977)

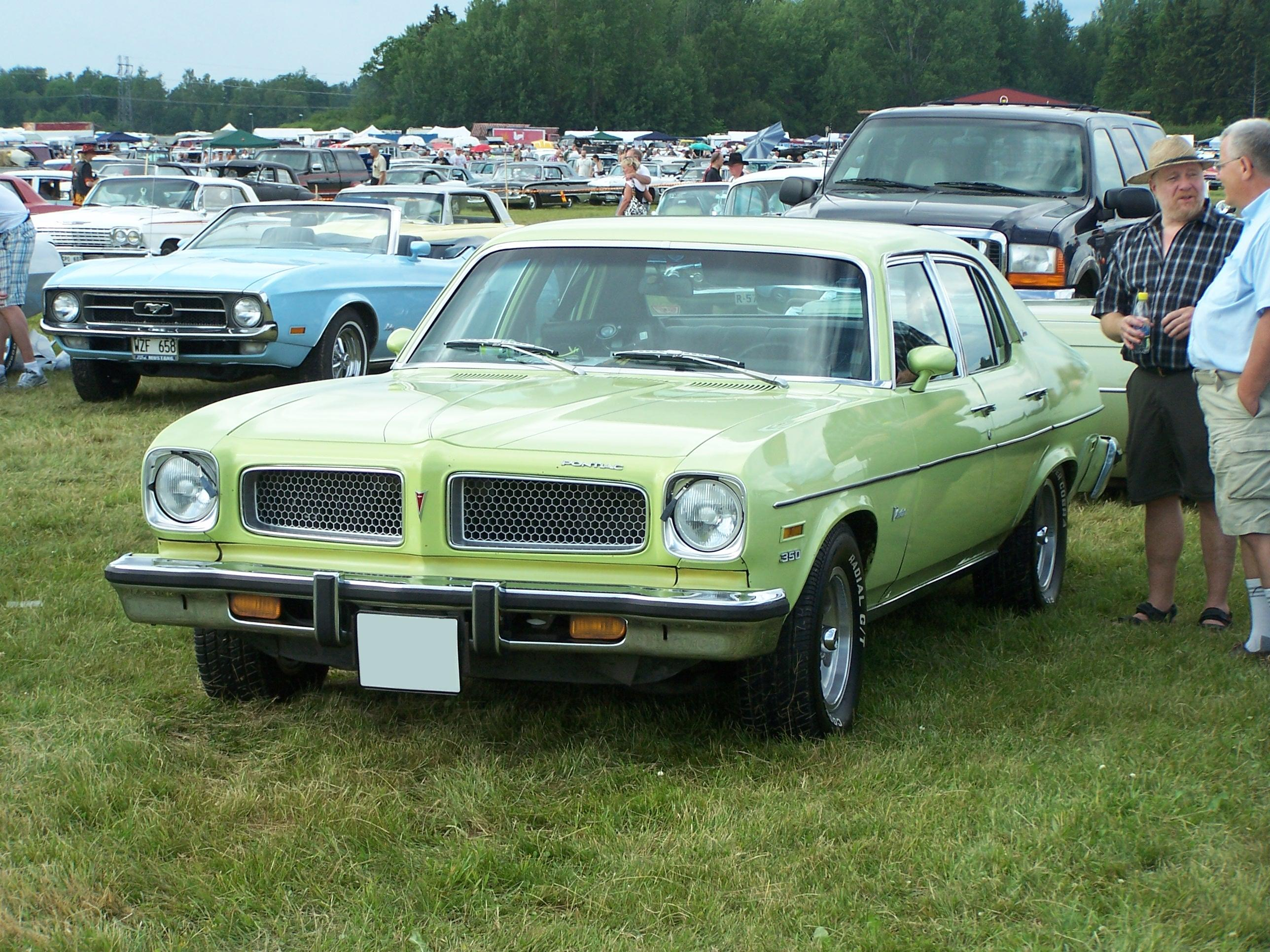
Pontiac Ventura, 4-türige Limousine (1974)

Im März 1971 präsentierte Pontiac einen neuen Ventura (bis 1972 offiziell Ventura II genannt). Dieses Fahrzeug stellte die Pontiac-Version der Ende 1967 eingeführten zweiten Generation des Chevrolet Nova dar und war damit das Schwestermodell des Buick Apollo und des Oldsmobile Omega. Die Unterschiede zum Nova beschränkten sich auf geänderte Heckleuchten und einen Pontiac-typischen mittig geteilten Kühlergrill. Zur Wahl standen ein zweitüriges Fließheck-Coupé, ab 1973 auch mit Heckklappe lieferbar, und eine viertürige Stufenheck-Limousine. Motorseitig standen ein 4,1 Liter großer Reihensechszylinder (anfangs 108 kW/147 SAE-PS) und ein Fünfliter-V8, ab 1973 auch ein 5,7-Liter-V8 zur Verfügung. 
Von 1971 bis 1975 gab es auf Basis des Coupés eine Ventura Sprint genannte Version in sportlicher Aufmachung, aber mit unveränderter Technik.
Nur im Modelljahr 1974 basierte der Pontiac GTO auf dem Ventura; 7058 Stück wurden von dieser letzten „klassischen“ GTO-Version hergestellt.
Zum Modelljahr 1975 erhielt der Ventura ein umfassendes Facelift mit niedrigerer Gürtellinie und größeren Fensterflächen. Der Fünflitermotor wurde durch einen 4,2-Liter-V8 ersetzt, der Sechszylinder und der 5,7-Liter waren weiterhin im Angebot.
1977 entfiel der kleine Achtzylinder zugunsten eines 4,9 Liter großen V8-Aggregates.
Im Frühjahr 1977 wurde der Ventura erneut überarbeitet und von da an unter der Bezeichnung Pontiac Phoenix verkauft. Vom Ventura entstanden in sechs Jahren insgesamt rund 520.000 Stück.